# Нон Плус Ултра
Нон Плус Ултра је српска денс група популарна деведесетих година прошлог века. Издали су један албум.

## Чланови
- Драган Поњевић
- Катарина Париповић
- Небојша Арежина

## Дискографија

### Албуми
- 1997. Коцка је бачена